# Tram-train de Nantes à Clisson
La ligne de tram-train de Nantes à Clisson, ou ligne T2, est la première ligne de tram-train mise en service au départ de la ville de Nantes. Elle est pilotée par la région Pays de la Loire en tant qu'autorité organisatrice de transports. Elle propose depuis le 15 juin 2011 de relier la gare de Nantes à celle de Clisson en tram-train Citadis Dualis plutôt qu'en TER classique.
Mise en service totale à l'été 2015, grâce à la création d'un terminus technique en gare de Clisson, la mesure s’accompagne d'une augmentation importante de l'offre avec une desserte toutes les 30 minutes et de la desserte systématique de la gare de Gorges, qui est déplacée dès décembre 2014. Tous les arrêts des TER classiques entre Nantes et Clisson sont alors supprimés. La ligne est intégrée au réseau TER Pays de la Loire sous le numéro de ligne "T2". Il s’agit plutôt d'utiliser un nouveau matériel et d'exploiter la ligne d'une nouvelle façon que de réellement créer une nouvelle ligne.

## Histoire
La création d'un service de tram-train entre Nantes et Clisson est la conséquence du retard de réouverture de la ligne de Nantes à Châteaubriant. Alors que le matériel roulant prévu pour circuler sur cette ligne, le Citadis Dualis, est commandé dès 2007 auprès d'Alstom, le projet de réouverture de cette ligne prend du retard et la région des Pays de la Loire décide alors d'affecter les rames qui seront réceptionnées dès 2010 et qui ne pourront pas être utilisées sur la ligne Nantes - Châteaubriant à la relation Nantes - Clisson. Finalement, la livraison des rames prend, elle aussi, du retard, mais dans des proportions moindres, et la ligne Nantes - Clisson en tram-train est mise en service le 15 juin 2011.

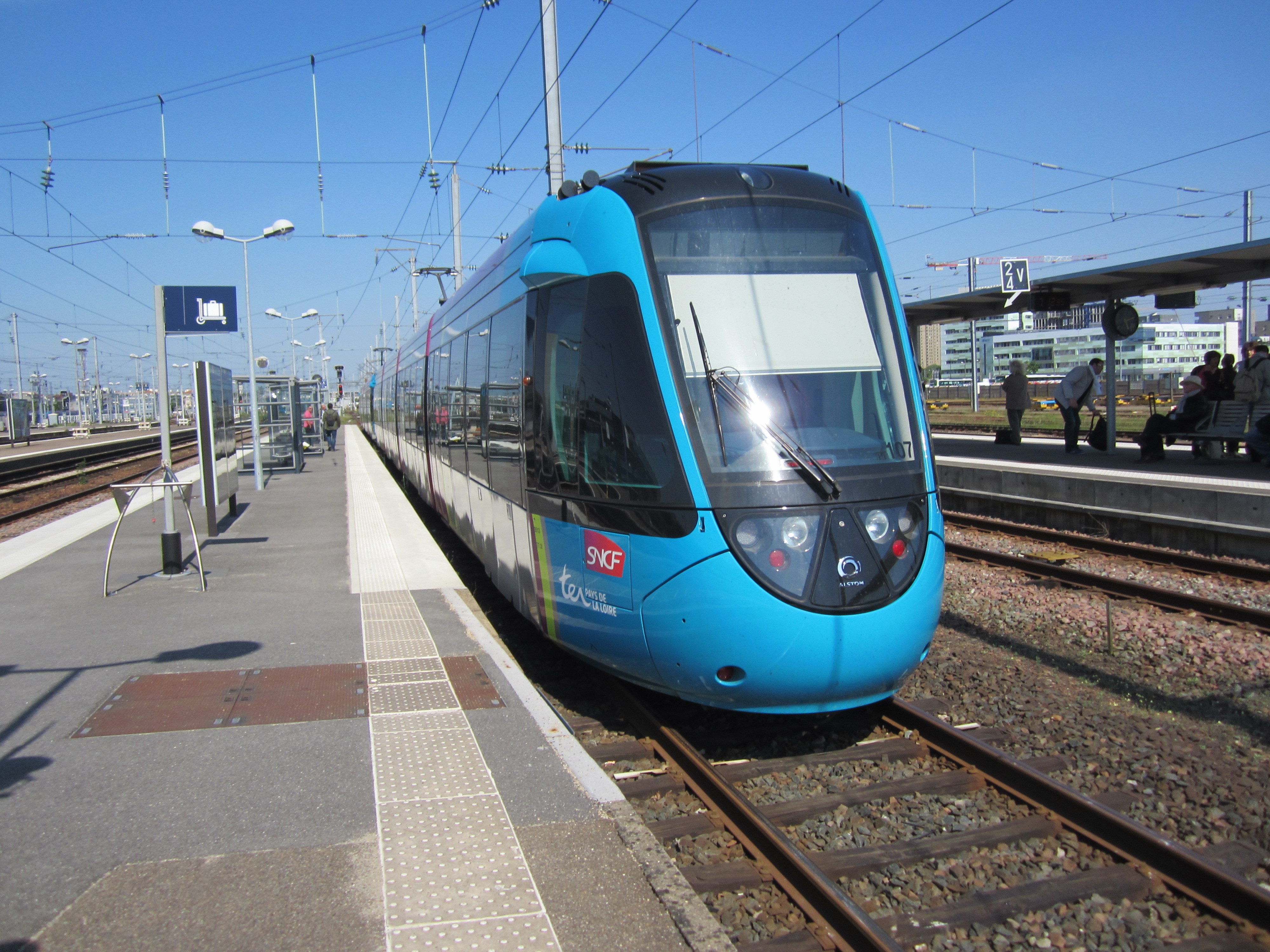
Alstom Dualis en gare de Nantes.

Cette mise en service profite des travaux d'électrification entre Nantes, La Roche-sur-Yon et Les Sables-d'Olonne, sans laquelle les trams-trains n'auraient pas pu circuler. La décision d'affecter des trams-trains entre Nantes et Clisson devient définitive, ce qui nécessita de commander des rames supplémentaires les années suivant cette décision, en 2009 et 2011. Les aménagements nécessaires (notamment la mise en conformité des quais ou le rehaussement des voies) avaient débuté durant l'été 2009[réf. nécessaire].
Le 14 décembre 2014, une nouvelle gare à Gorges, située plus proche du bourg est inaugurée après un an de travaux en remplacement de l'ancienne gare plus excentrée. La décision de conserver une halte ferroviaire dans cette commune limitrophe de Clisson étant dû à son dynamisme démographique.
Les travaux de création d'un terminus technique à Clisson, couplés à la création d'un pôle d'échanges multimodal (PEM), commencent le 8 avril 2014. La mise en service de ce terminus technique a lieu le 28 juin 2015, au lieu de la fin de l'année 2014 comme prévu initialement. Cela permet de proposer depuis le 5 juillet 2015 une offre de 16 allers-retours en tram-train entre Nantes et Clisson (offre portée à 22 allers-retours à partir du 31 août 2015),,, soit un toutes les 30 minutes, contre seulement six allers-retours auparavant. Les trams-trains desservent toutes les gares du trajet, les TER ne marquent alors plus aucun arrêt dans les gares intermédiaires,.
Avant la mise en service de ce terminus technique, l'offre de tram-train est de sept allers-retours entre Nantes et Clisson en semaine, cinq allers-retours et demi le samedi et trois le dimanche. Le trajet est effectué en 29 minutes et dessert les six gares intermédiaires, dont Gorges, desservie par tous les trams-trains depuis le 14 décembre 2014. L'offre est complétée par onze allers-retours entre Nantes et Vertou en semaine, deux le samedi et deux le dimanche, desservant les deux gares intermédiaires du parcours.

## Liste des gares
Depuis décembre 2014, le tram-train dessert sept communes (Nantes, Saint-Sébastien-sur-Loire, Vertou, La Haie-Fouassière, Le Pallet, Gorges et Clisson) grâce à huit gares, :
|  |   |  |  |  | Gare                          | Lat/Long                    | Communes                  | P+R | Correspondances Tan | Correspondances Aléop                                   |
|  | - |  |  |  | ----------------------------- | --------------------------- | ------------------------- | --- | ------------------- | ------------------------------------------------------- |
|  | o |  |  |  | Nantes                        | 47° 13′ 02″ N, 1° 32′ 31″ O | Nantes                    |     | 1 C3 12 54          | 300 301 309 310 311 312 320 322 346 350 360 370 371 380 |
|  | o |  |  |  | Saint-Sébastien-Pas-Enchantés | 47° 12′ 25″ N, 1° 30′ 40″ O | Saint-Sébastien-sur-Loire |     | C9                  |                                                         |
|  | o |  |  |  | Saint-Sébastien-Frêne-Rond    | 47° 11′ 27″ N, 1° 29′ 46″ O | Saint-Sébastien-sur-Loire |     | 28                  |                                                         |
|  | o |  |  |  | Vertou                        | 47° 11′ 10″ N, 1° 28′ 41″ O | Vertou                    |     | 27 42 60            | 331 333                                                 |
|  | o |  |  |  | La Haie-Fouassière            | 47° 09′ 42″ N, 1° 23′ 32″ O | La Haie-Fouassière        |     |                     |                                                         |
|  | o |  |  |  | Le Pallet                     | 47° 08′ 38″ N, 1° 20′ 48″ O | Le Pallet                 |     |                     |                                                         |
|  | o |  |  |  | Gorges                        | 47° 06′ 01″ N, 1° 18′ 23″ O | Gorges                    |     |                     |                                                         |
|  | o |  |  |  | Clisson                       | 47° 05′ 09″ N, 1° 17′ 11″ O | Clisson                   |     |                     |                                                         |

## Exploitation

### Matériel roulant

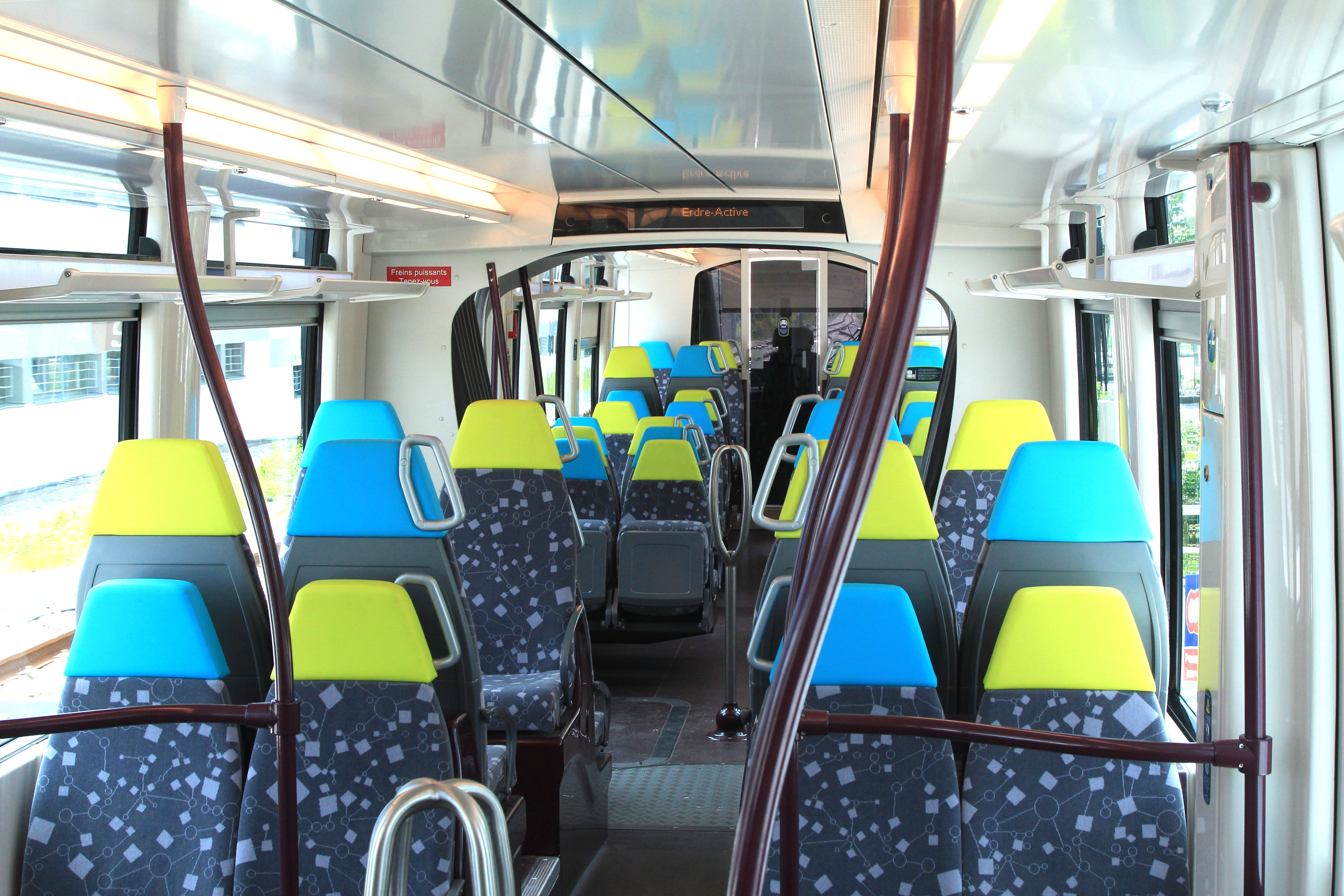
Intérieur d'une rame Citadis Dualis.

Le tram-train compte au total de 244 places, dont 98 places assises et 146 places debout. Le tram-train dispose de toilettes, d'espaces de rangement pour les bagages, et est adapté pour les personnes à mobilité réduite. Il circule à 100 km/h.

### Offre
Depuis le 5 juillet 2015, l'offre comprend 16 allers et 17 retours entre Nantes et Clisson du lundi au vendredi. Ils desservent toutes les gares et sont réalisés respectivement en 28 et 27 minutes. Cette offre devrait passer à 22 allers et 23 retours à partir du 31 août 2015.
L'offre est de 19 allers-retours le samedi et de 14 le dimanche.
Depuis décembre 202412 :
- Passage de 23 à 24,5 allers-retours entre Nantes et Clisson en tram-train (source : Région des Pays de la Loire - site internet du 04 juin 2025)